# Джейкобс (Вісконсин)
Джейкобс (англ. Jacobs) — місто (англ. town) в США, в окрузі Ешленд штату Вісконсин. Населення — 648 осіб (2020).

## Демографія
Згідно з переписом 2010 року, у місті мешкали 722 особи в 330 домогосподарствах у складі 197 родин. Було 546 помешкань
Расовий склад населення:
| - 98,1 % — білих - 1,0 % — корінних американців - 0,4 % — азіатів |

До двох чи більше рас належало 0,6 %. Частка іспаномовних становила 0,3 % від усіх жителів.
За віковим діапазоном населення розподілялося таким чином: 22,7 % — особи молодші 18 років, 56,0 % — особи у віці 18—64 років, 21,3 % — особи у віці 65 років та старші. Медіана віку мешканця становила 45,3 року. На 100 осіб жіночої статі у місті припадало 100,0 чоловіків;  на 100 жінок у віці від 18 років та старших — 98,6 чоловіків також старших 18 років.
Середній дохід на одне домашнє господарство  становив 41 950 доларів США (медіана — 32 250), а середній дохід на одну сім'ю — 52 755 доларів (медіана — 49 688). Медіана доходів становила 42 000 доларів для чоловіків та 22 500 доларів для жінок. За межею бідності перебувало 10,0 % осіб, у тому числі 13,1 % дітей у віці до 18 років та 12,1 % осіб у віці 65 років та старших.
Цивільне працевлаштоване населення становило 311 осіб. Основні галузі зайнятості: освіта, охорона здоров'я та соціальна допомога — 28,6 %, роздрібна торгівля — 15,4 %, виробництво — 12,5 %, транспорт — 10,0 %.